# Elaeagnus multiflora
Elaeagnus multiflora (Goumi, Gumi, Natsugumi, o Cherry Silverberry), és una espècie del gènere Elaeagnus, originària de la Xina, Corea i Japó.
És un arbre petit o un arbust caducifoli o de fulla semipersistent que fa de 2 a 8 m d'alt. Les fulles són d'ovades a el·líptiques. Les flors són solitàries o en parells.

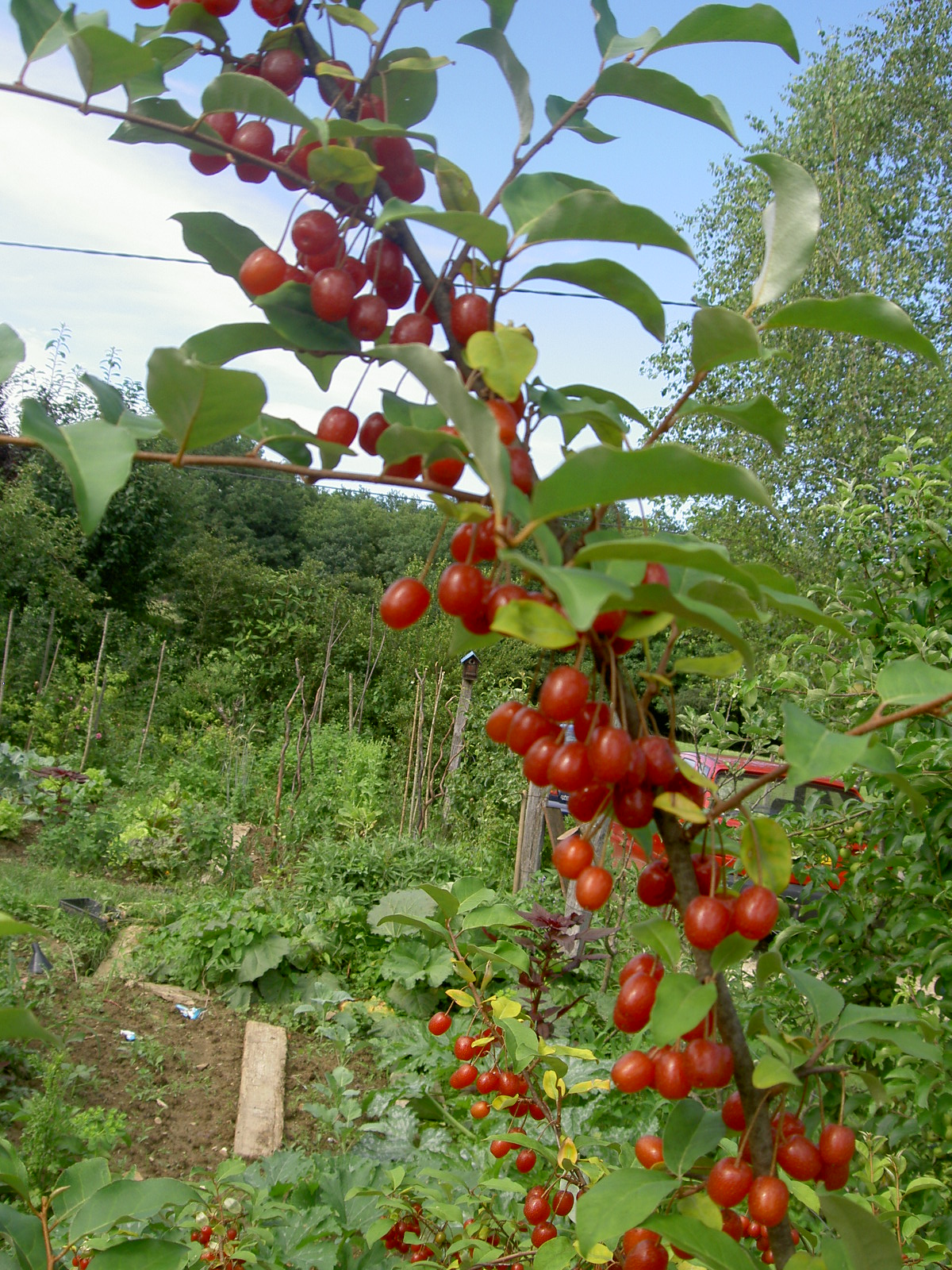
Fruits d'Elaeagnus multiflora al juny.

El fruit és de rodó a oval en drupa d'1 cm de llargada, és comestible de gust àcid.
A la medicina tradicional xinesa es creu que redueix el colesterol però no està confirmat científicament.
Està naturalitzat a parts de l'est dels Estats Units.